# Erythrina variegata
Erythrina variegata (коралове дерево) — вид рослин родини бобові.

## Будова
Гіллясте листопадне дерево висотою від 3 до 27 метрів. Стовбур та гілки покриті шипами, проте культурні сорти не мають колючок. Квіти зібрані у великі суцвіття до 20 см. Фрукт вузький довгастий стручок 10-14 см.

## Поширення та середовище існування
Росте у тропіках Старого світу від Полінезії до Танзанії. Походить з регіону від Індії до Малайзії.

## Практичне використання
Дерево вирощують як декоративне та для живої огорожі в тропіках. Виведені культурні сорти з картатим листям та білими квітами. Використовують як підпору у вирощуванні бетеля, чорного перцю, жасмину, винограду та ямсу.
Листя та насіння містить алкалоїди гіпфорін, еризодин та ерисопін, що справляють наркотичний ефект на людину. Листя та кора містять отруту еритрінін, що діє на нервову систему. Сапоніни знаходять у корі, насінні та листях. Майже безпечні для людей, сапоніни смертельні для риб, тому місцеве населення використовує їх для риболовлі. Синильна кислота міститься у листках, стовбурі, корінні та плодах.
Молоді листки та пагони вживають в їжу та для приготування карі.
Різні частини рослини використовувалися у традиційній медицині.

## Галерея

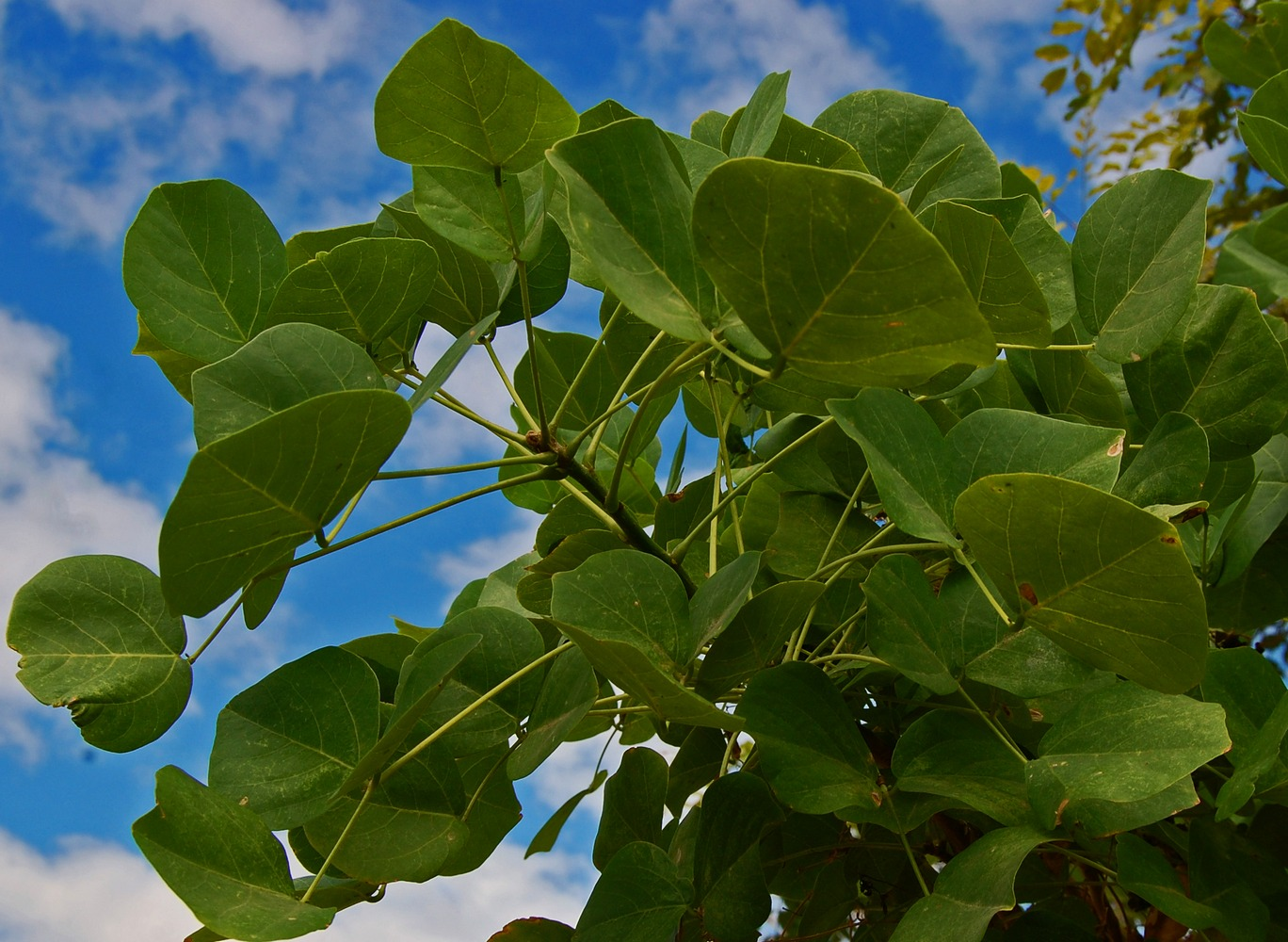
Листя
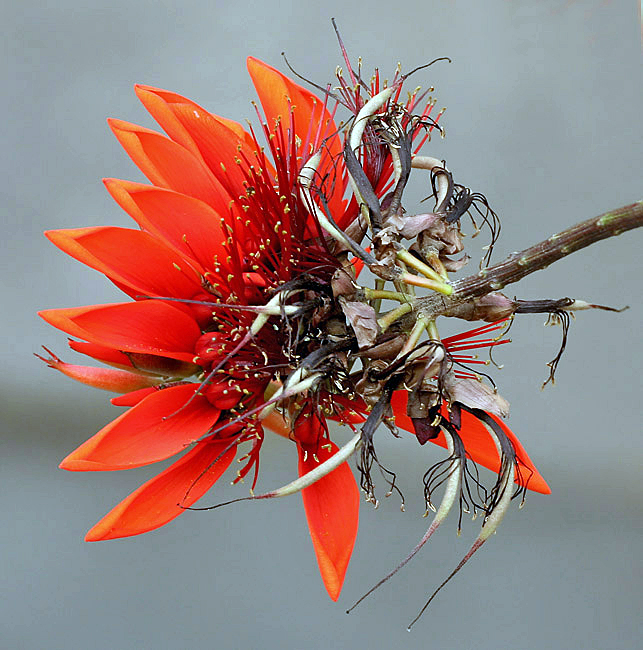
Квіти
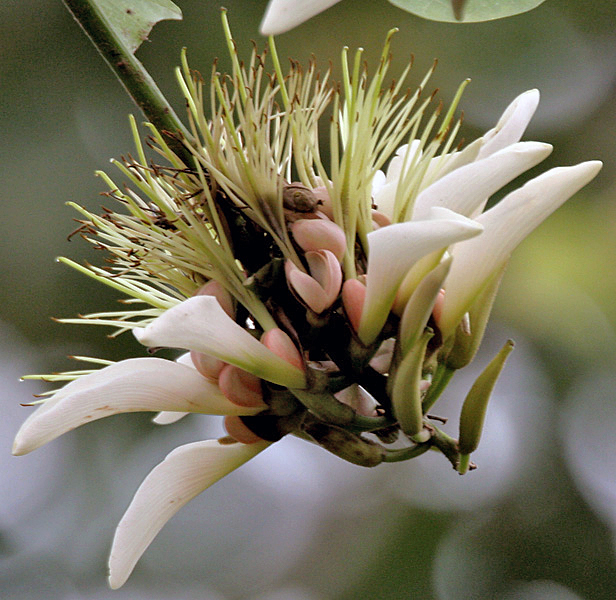
Сорт з білими квітами
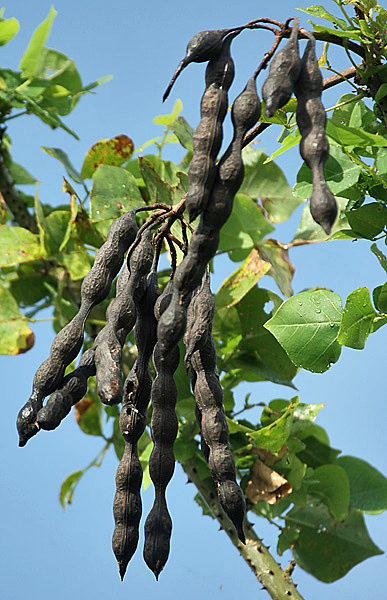
Стручок
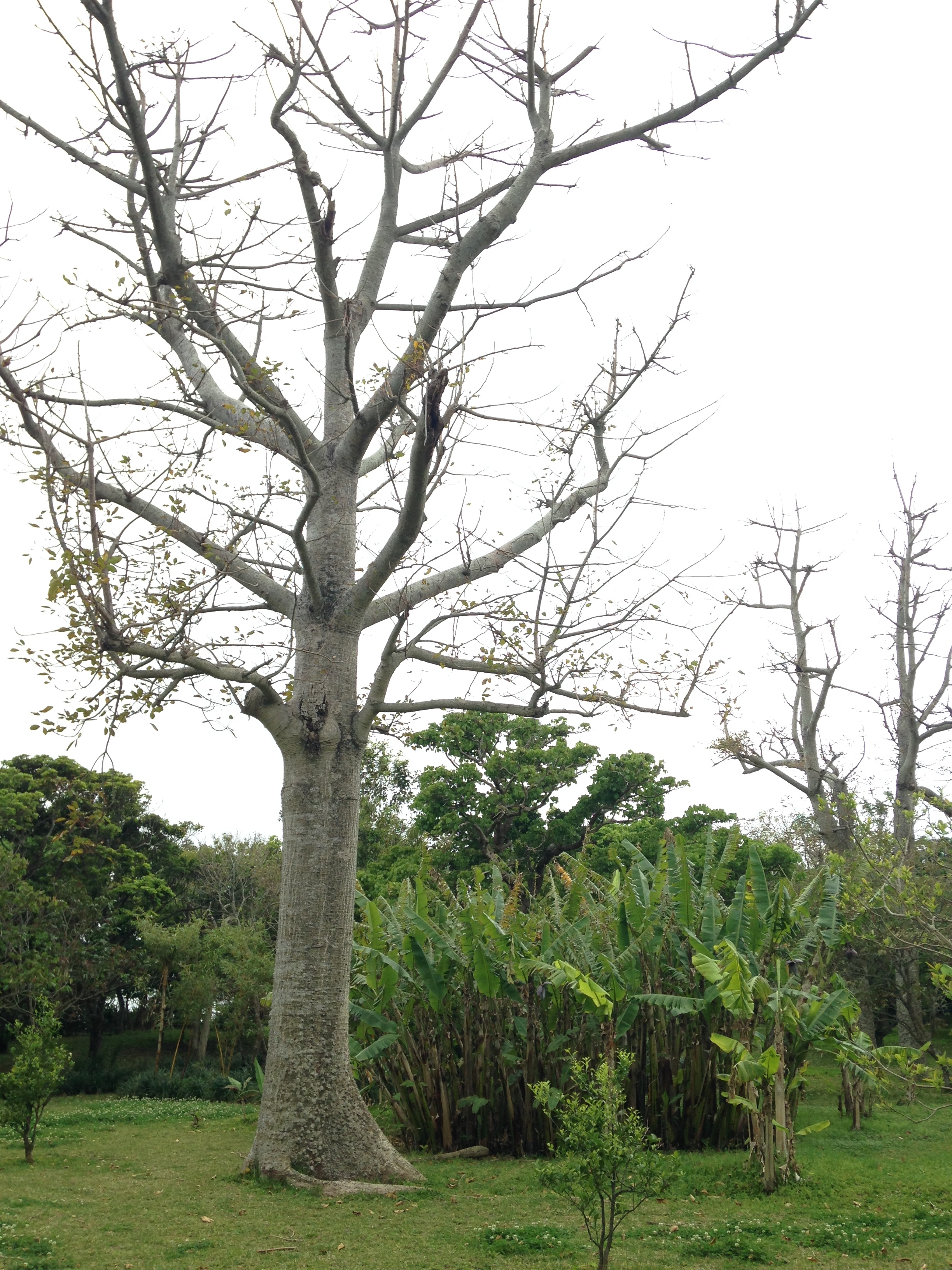
Дерево без листя